# Dipp

Guacamole är en klassisk mexikansk dipp.

Dipp, alternativt dippsås, är en sås eller röra som man doppar olika tilltugg i. Dipp kan ha mycket varierande ingredienser. En vanlig typ av dipp i Sverige är gräddfilsdipp, som är gjord av gräddfil och kryddor (vanligen från någon färdig dippkryddblandning på påse) och serveras med till exempel potatischips eller gurk- och morotsstavar.

## Andra exempel på dippsåser
- Aioli
- Guacamole
- Hummus
- Salsa (sås)
- Sriracha
- Tapenade
- Tzatziki